# Douglas Stuart Moore
Douglas Stuart Moore (Cutchogue (New York), 10 augustus 1893 – Greenport (New York), 25 juli 1969) was een Amerikaans componist, muziekpedagoog en dirigent.

## Levensloop
Moore studeerde muziek bij Horatio Parker en David Stanley Smith aan de Yale-universiteit in New Haven waar hij in 1915 zijn Bachelor of Arts en in 1917 zijn Bachelor of Music behaalde. Van 1917 tot 1918 was hij muzikant in het militaire muziekkorps van de United States Navy. Na de Eerste Wereldoorlog studeerde hij van 1919 tot 1921 hij bij Nadia Boulanger, Vincent d'Indy in Parijs. In 1921 werd hij directeur van de muziekafdeling van het Cleveland Museum of Art en kan in deze periode tegelijkertijd bij Ernest Bloch aan het Cleveland Institute of Music in Cleveland studeren. Hij acteert eveneens in het Cleveland Playhouse. Zijn debuut als dirigent en als componist viert hij tijdens een concert in 1923 met zijn Four Museum Pieces, welke met het Cleveland Orchestra onder zijn leiding in première gaan. In 1924 werd hij ere-doctor van het Cleveland Institute of Music. 
Vanaf 1926 werd hij docent voor muziek aan de Columbia-universiteit in New York, waar hij verblijft tot zijn pensionering. Als muziekpedagoog is hij zeer effectief en hij was ook populair bij de studenten, alhoewel hij studies van eigentijdse muziek in zijn opleiding implementeerde. Zo nodigde hij Béla Bartók uit, voor zijn klas een klein seminaar te houden en te refereren. Van 1940 tot zijn pensionering in 1962 was hij directeur van de muziekafdeling aan de Columbia-universiteit. In 1963 werd hij tot "Life-Honory-Doctor" (LHD) van de Columbia-universiteit benoemd.
Samen met Otto Luening en Oliver Daniel richtte hij in 1954 het bedrijf voor het platenlabel Composers Recordings, Inc. (CRI) op. 
Naast klassieke werken componeerde hij ook diverse populaire liederen en werkte met tekstdichters als Archibald MacLeish en John Jacob Niles samen. Deze liederen werden later in 1921 gepubliceerd in de verzameling met de titel Songs my Mother never taught Me. Aan verschillende universiteiten en conservatoria werd hij tot ere-doctor benoemd zoals in 1946 aan het Cincinnati College-Conservatory of Music (CCM) - in Cincinnati, in 1947 aan de Universiteit van Rochester in Rochester en in 1955 aan de Yale-universiteit in New Haven (Connecticut). Hij ontving studiebeurzen van de Pulitzer Foundation for the Arts in 1925, van de Solomon R. Guggenheim Foundation in 1934. In 1951 won hij de Pulitzerprijs voor muziek met zijn opera Giants in the Earth en won ook nog andere prijzen zoals de New York Music Critics' Circle awards in 1946 en 1955, de Huntington Hartford Foundation award in 1960. Moore was vanaf 1946 lid van het National Institut of Arts and Letters, de voorganger-institutie van de huidige American Academy of Arts and Letters; in de periode van 1959 tot 1962 was hij voorzitter van deze institutie.
Moore schreef ook verschillende boeken over muziek; hij is auteur van Listening to Music (1932) en From Madrigal to modern Music (1942).
Douglas Stuart Moore stierf in 1969 op 75-jarige leeftijd in het Eastern Long Island Hospital in Greenport op Long Island.

## Composities

### Werken voor orkest
- 1923 Four Museum Pieces, voor orkest
- 1924 The Pageant of P.T. Barnum, suite voor orkest
- 1928 Moby Dick, symfonisch gedicht
- 1928-1930 A Symphony of Autumn, voor orkest
- 1932 Overture on an American theme, voor orkest
- 1941 Village Music, suite
- 1943 In memoriam, voor orkest
- 1944 Down East suite, voor viool solo en orkest
- 1945 Symfonie nr. 2 in A majeur, voor orkest
- 1947 Farm Journal, suite voor kamerorkest
- 1952 Cotillion Suite, voor strijkorkest

### Werken voor harmonieorkest
- The people' s choice, voor harmonieorkest

### Muziektheater

#### Opera's
| Voltooid in         | titel                                                        | aktes       | première                                                                                            | libretto                                      |
| ------------------- | ------------------------------------------------------------ | ----------- | --------------------------------------------------------------------------------------------------- | --------------------------------------------- |
| 1935                | White wings                                                  |             | | P. Barry                                      |
| 1936-1937           | The Headless Horseman                                        | 1 akte      | 1937, Bronxville                                                                                    | Stephen Vincent Benét naar Washington Irving  |
| 1938-1939           | The Devil and Daniel Webster                                 | 1 akte      | 18 mei 1939, New York, American Lyric Theatre                                                       | Stephen Vincent Benét                         |
| 1947; rev. 1956     | The Emperor's New Clothes                                    | 1 akte      | 19 februari 1949, New York                                                                          | Arnold Sundgaard naar Hans Christian Andersen |
| 1950-1951; rev.1953 | Giants in the Earth won de Pulitzerprijs voor muziek in 1951 | 3 bedrijven | 28 mei 1951, New York                                                                               | Arnold Sundgaard naar Ole Edvart Rølvaag      |
| 1954-1956           | The Ballad of Baby Doe                                       | 2 bedrijven | 7 juli 1956, Central City, Central City Opera House (1e versie); 3 april 1958, New York (2e versie) | John Latouche                                 |
| 1957                | Gallantry                                                    | 1 akte      | 15 maart 1958, New York, Columbia-universiteit                                                      | Arnold Sundgaard                              |
| 1961                | The Wings of the Dove                                        | 2 bedrijven | 12 oktober 1961, New York                                                                           | Ethan Ayer naar Henry James                   |
| 1962                | The Greenfield Christmas Tree                                | 1 akte      | 8 december 1962, Hartford, Hartford Symphony, Bushnell Memorial Auditorium                          | Arnold Sundgaard                              |
| 1965-1966           | Carry Nation                                                 | 2 bedrijven | 28 april 1966, Lawrence                                                                             | William North Jayme                           |

#### Balletten
| Voltooid in | titel       | aktes | première | libretto | choreografie |
| ----------- | ----------- | ----- | -------- | -------- | ------------ |
| 1930        | Greek Games |       |          |          |              |

#### Toneelmuziek
- Twelfth Night, toneelmuziek - tekst: William Shakespeare

### Vocale muziek

#### Werken voor koor
- Dedication, voor gemengd koor
- Perhaps to dream, voor vrouwenkoor
- Simon Legree, voor mannenkoor
- The Greenfield Christmas tree, voor gemengd koor en orkest
- The mysterious cat, voor vrouwenkoor

#### Liederen
- 3 sonnets of John Donne
- Adam was my grandfather
- Come away death
- Dear dark head
- Not this alone
- Old song
- Under the greenwood tree

### Kamermuziek
- 1933 Strijkkwartet
- 1942 Blaaskwintet
- 1946 Kwintet, voor klarinet en strijkers
- 1953 Pianotrio

### Filmmuziek
- 1940 Power in the Land
- 1940 Youth Gets a Break
- 1941 Bip Goes to Town
- 2009 Power for the Parkinsons